# シャトル (スタートレック)
シャトル (Shuttle) とは、『スタートレック』シリーズに登場する短距離連絡用宇宙艇の総称である。

## 概要
通常シャトルと呼ばれるものはワープ能力のある標準型のものをシャトルクラフト (Shuttlecraft)、より小型のインパルス推進しかできないものをシャトルポッド (Shuttlepod) と呼ぶ。シャトルのサイズにもよるが、定員は2～10名程度、ワープ能力を持つものの、その速度や航続距離は短い。スタートレックの宇宙艦は最初から宇宙で建造され、基本的に大気圏突入能力を持たないため、惑星地表へ降下するためには転送装置かシャトルを使う必要がある。
なお、『スタートレック:ディープ・スペース・ナイン』に登場するランナバウト (Runabout) は、シャトルとは異なり個別のレジストリナンバーを振られた超小型宇宙艦というべきものである。シャトルより二回り大きくワープ能力も高いが、日本語吹替版では「シャトル」と呼ばれている。

## シャトルの一覧

### 宇宙大作戦
- クラスFシャトルクラフト
  - U.S.S.エンタープライズ所属機
    - コロンブス (NCC-1701/2)
    - アインシュタイン (NCC-1701/6)
    - ガリレオ (NCC-1701/7)
    - ガリレオII (NCC-1701/7)

  - その他の施設所属
    - ダ・ヴィンチ (SB4-0314/2)
    - ピカソ (SB11-1201/1)

### スタートレック～スタートレックVI
- U.S.S.エンタープライズA所属機
  - ガリレオ
- その他のシャトル
  - スラク（ヴァルカン製の長距離シャトル）

### 新スタートレック以降
- タイプ6シャトルクラフト
  - キュリー（U.S.S.エンタープライズD所属機）
  - フェルミ（U.S.S.エンタープライズD所属機）
  - ゴダード（U.S.S.エンタープライズD所属機）
  - ジャストマン（U.S.S.エンタープライズD所属機）
  - マゼラン（U.S.S.エンタープライズD所属機）
  - サカジャウェア（U.S.S.ヴォイジャー所属機）
  - ヴェルヌ（第47中継基地所属機）
- タイプ7シャトルクラフト
  - コペルニクス（U.S.S.エンタープライズD所属機）
  - ファインマン（U.S.S.エンタープライズD所属機）
  - ホーキング（U.S.S.エンタープライズD所属機）
  - サハロフ（U.S.S.エンタープライズD所属機）
- タイプ8シャトルクラフト
  - ドレイク（U.S.S.ヴォイジャー所属機）
  - テレシコワ（U.S.S.ヴォイジャー所属機）
- タイプ9シャトルクラフト（クラス2シャトルクラフト）
  - コクレーン（U.S.S.ヴォイジャー所属機）
- タイプ10シャトルクラフト
  - チャフィー（U.S.S.ディファイアント所属機）
- タイプ15シャトルポッド
  - クストー（U.S.S.アリーズ所属機）
  - エルバズ（U.S.S.エンタープライズD所属機）
  - レイ（U.S.S.エンタープライズD所属機）
  - オニヅカ（U.S.S.エンタープライズD所属機）
  - パイク（U.S.S.エンタープライズD所属機）
  - ヴォルテール（U.S.S.エンタープライズD所属機）
- タイプ18シャトルポッド
  - シャトル01（U.S.S.ディファイアント所属機）
- タイプ不明シャトルクラフト

- アルゴ（不整地走行車搭載型シャトルクラフト、U.S.S.エンタープライズE所属機）
- 艦長専用艇（U.S.S.エンタープライズD所属機）
- デルタ・フライヤー（U.S.S.ヴォイジャー所属機）
- ドナウ級ランナバウト（ディープ・スペース・ナイン所属機）
- イエローストーン級ランナバウト（平行世界の実験機）